# Rammbrunnen

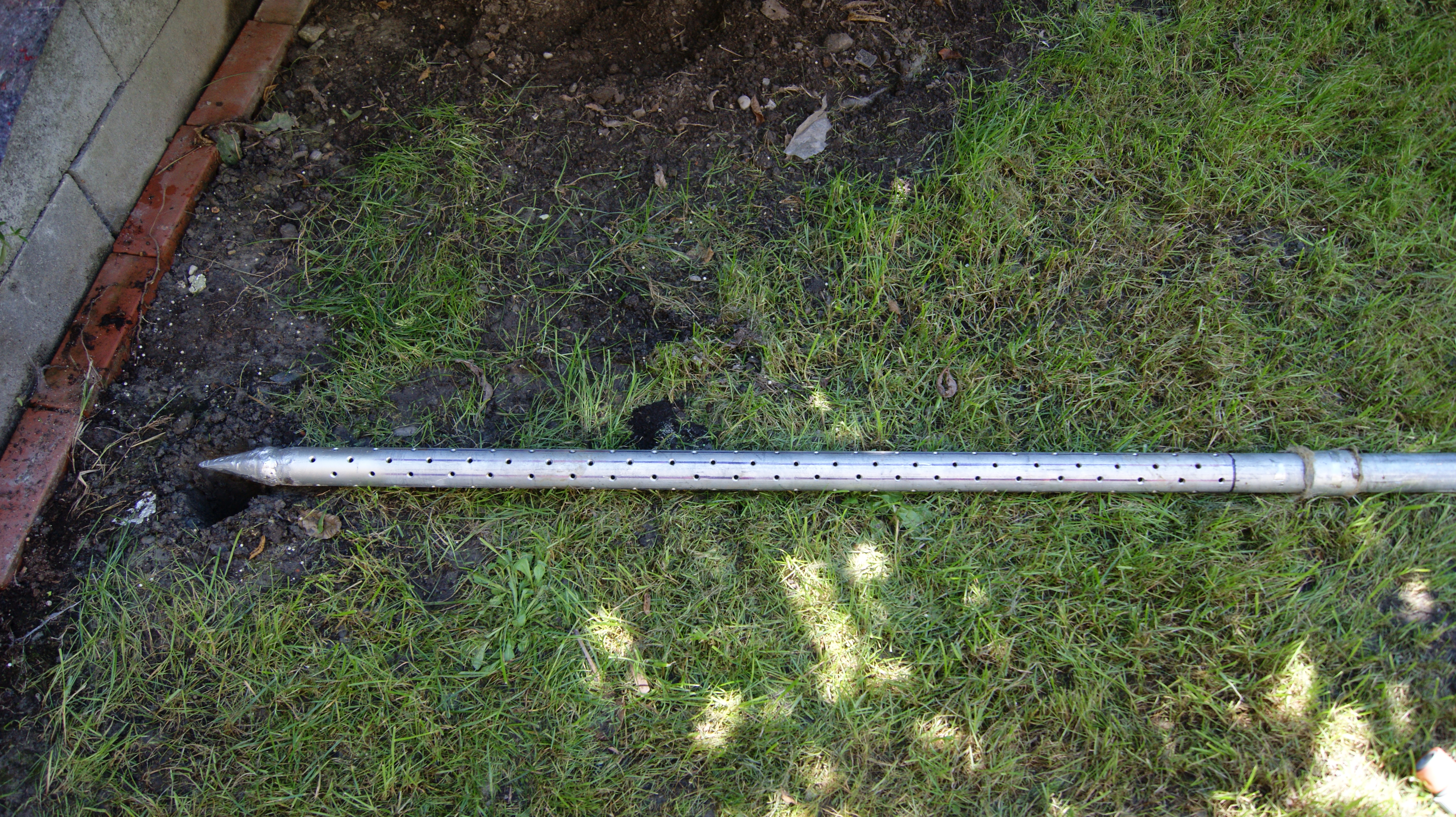
Spitze und Rammbrunnenfilter mit Löchern.

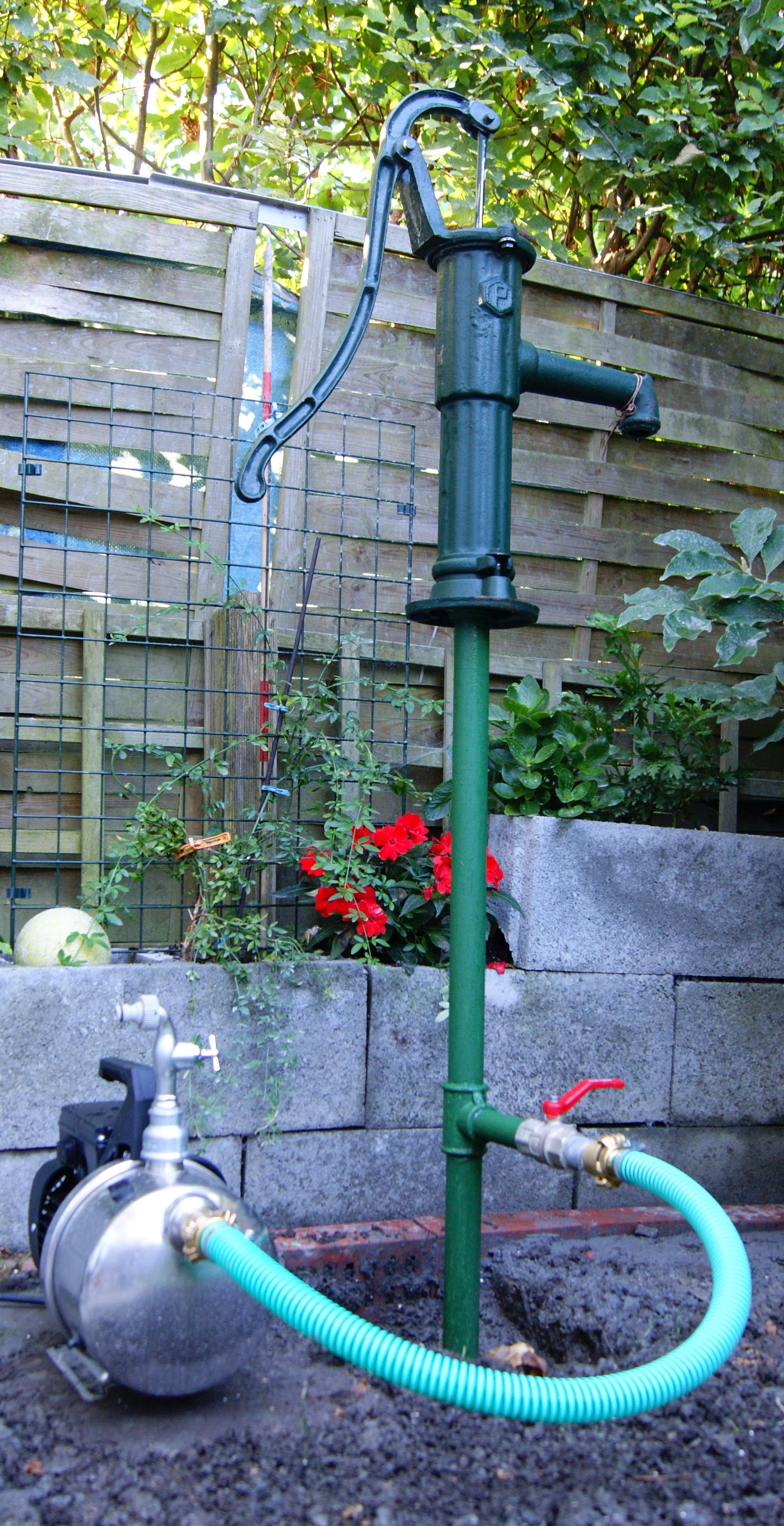
2015 installierter Rammbrunnen zur Gartenbewässerung in Österreich.

Ein  Rammbrunnen (Schlagbrunnen) ist ein Brunnen, der entsteht, wenn ein Rohr in den Boden gerammt wird; er ist ein Brunnen für  kleine Wasserfassungen. Eingesetzt wird er bei einzelstehenden Landhäusern, Siedlergehöften und anderen Kleinverbrauchern ebenso bei der Gartenbewässerung und zur Wasserversorgung von Weidetieren. Der Boden muss eine wasserführende, rollige Lockergesteinsschicht aufweisen.
Zur Trinkwassergewinnung ist der Rammbrunnen nur bedingt geeignet.
Als Grundwassermessstellen für geringe Tiefen und als Wasserprobenentnahmestelle ist er bedingt, zur Ermittlung von hydraulischen Kennwerten nicht einsetzbar.

## Aufbau und Funktion
Der Rammbrunnen besteht aus einem Stahlrohr (3), welches an seinem unteren Ende mit einer Rammspitze (1) und mit einem  Rammbrunnenfilter mit Schlitzen oder Löchern (2) versehen ist. Er wird durch Rammen oder Einschlagen bis auf die wasserführende Schicht in den Boden getrieben. Am oberen Ende der Stahlrohre befindet sich über der Erde ein Rohr (4) mit Anschlussstutzen für eine Handpumpe oder elektrische Kreiselpumpe zur Wasserentnahme.

Um die Widerstandsfähigkeit bei besonders schwer zu durchstoßenden  Schichten zu erhöhen, wird der Rammbrunnenfilter mit einer Innentresse aus Messinggewebe oder einem geschlitzten Kunststoffschutzmantel versehen; die Rammspitze schützt eine 6 mm dicke Hartkunststoffbeschichtung aus Polyethylen vor Zerstörung.

## Einsatzgebiet
Bis zu welcher Tiefe sich die Filterrohre einrammen lassen, hängt von der Beschaffenheit (Bodenart) der zu durchstoßenden Schichten ab. In Sanden mittlerer Korngröße ohne Steinvorkommen können die Filter ohne besondere Schwierigkeiten bis 6 m unter die Erdoberfläche eingerammt werden. Sind fette, lehmige Deckschichten oder sehr feine Sande oder mit Geschieben durchsetzte Kiesschichten zu durchstoßen, lässt sich diese Tiefe kaum erreichen. Bei genügendem Wasserandrang ist die Tiefe jedoch nicht von Bedeutung. Voraussetzung für die Gewinnung von Grundwasser mit Rammfiltern ist immer das Vorhandensein einer ergiebigen, wasserführenden Schicht mit einem Grundwasserspiegel, der sich auch beim Pumpen keinesfalls unter die Saughöhe der Pumpe, also praktisch nicht tiefer als etwa 7 m unterhalb der Pumpe absenkt.

## Weitere Aspekte
Das mit Schlitzen oder Löchern versehene Filterrohr setzt sich im Laufe der Zeit mit feinen Sedimenten zu, wodurch die Förderleistung (mittlerer und momentaner Volumenstrom) und die Lebensdauer des Rammbrunnens begrenzt sind. Durch das Zusetzen der Rohre und durch die Wasserentnahme aus geringer Tiefe ist die hygienische Sicherheit bei Rammbrunnen nach heutigen und hiesigen Kriterien nicht gegeben. Sie werden daher hierzulande lediglich zur Nutzwasser- jedoch nicht zur Trinkwassergewinnung verwendet.
Die Bauteile für einen Rammbrunnen werden auch in Baumärkten angeboten. So ein Bausatz besteht zum Beispiel aus folgenden Einzelteilen:

7 × 1 m lange Rohre R 1 1/4", 1 Rammfilter mit Innentresse, 8 Baumuffen, 1 Rückschlagventil mit doppelter Entlüftung, 1 Schlagstück.
Rammbrunnen müssen je nach gemeindlicher Gesetzeslage den zuständigen Behörden oder Ämtern angezeigt werden. In Deutschland müssen Brunnen bei der Unteren Wasserbehörde gemeldet werden, in Österreich ist die Nutzung für den Eigenbedarf genehmigungsfrei und in der Schweiz gilt das Regalrecht (Wasserregal), das Amt für Wasser und Abfall ist zuständig.

## Bezeichnungen
Rammbrunnen ist die offizielle Bezeichnung für einen derartigen Brunnen gemäß Fachnormenausschuss Brunnenbau im Deutschen Normenausschuss.
Andere Bezeichnungen für den Rammbrunnen sind:
Schlagbrunnen
nach der Art der Einbringung der Rohre.
Abessinierbrunnen
weil sie in größerem Umfang im Feldzug der Engländer gegen Abessinien im Jahr 1868 zur Versorgung der Truppen mit Trinkwasser eingesetzt wurden.